# Peter Altin (1716–1798)
Peter Altin, född 15 maj 1716, död 1798, var en svensk brukspatron.

## Historik
Peter Altin föddes 1716. Han var son till brukspatronen Peter Altin i Hällestads socken och Maria Claesdotter. Altin blev 1736 student vid Uppsala universitet och arbetade som bruksförvaltare på Grytgöls bruk.

### Familj
Altin gifte sig 20 mars 1744 på Sonstorps herrgård med Catharina Treffenhielm (född 1699), dotter till ryttmästaren Anders Treffenhielm vid Östgöta kavalleriregemente och Catharina Schilling.